# NGC 233
NGC 233 es una galaxia espiral barrada localizada en la constelación de Andrómeda.